# Saemaeul-ho

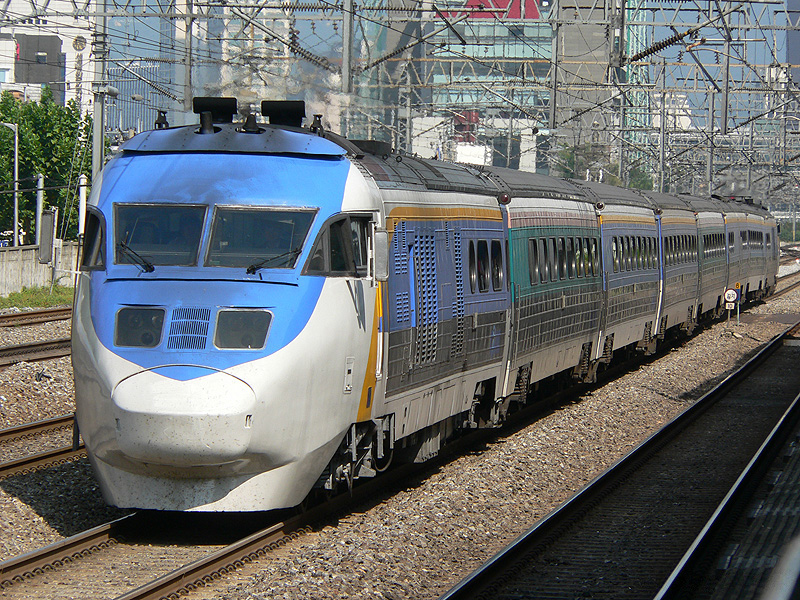

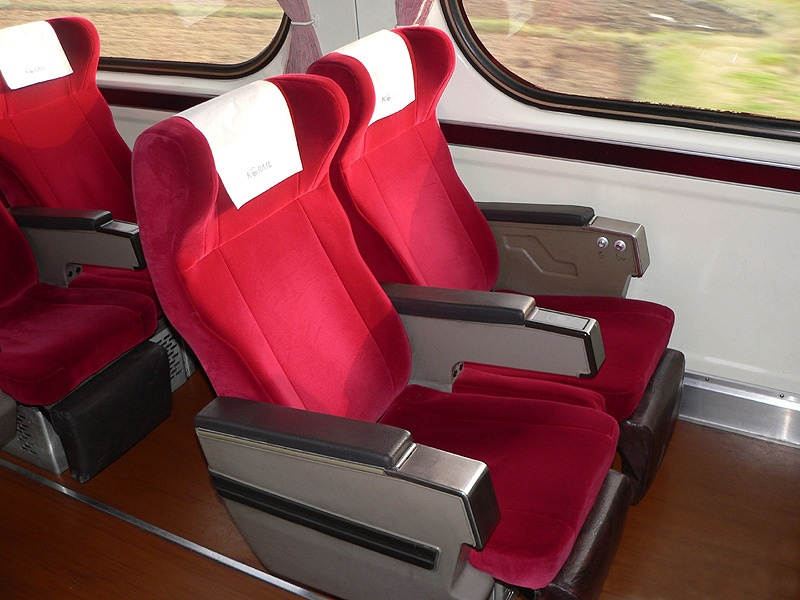

Der Saemaeul (새마을-호, Saemaeul-ho, in älteren Transkriptionen auch Saemaul) ist die Bezeichnung für die seit 1969 von der Koreanischen Eisenbahngesellschaft Korail betriebenen Züge, die sich von den einfacheren Mugunghwa-Zügen durch größere und komfortablere Sitzplätze und die Abwesenheit von Stehplätzen unterscheiden. Vor der Einführung der KTX waren sie die schnellsten in Korea verkehrenden Züge.
Seit 2014 werden die aktuellen Long Length Saemaeul-ho Passenger Car durch die neuen ITX-Saemaeul ersetzt. Der letzte Zug dieser Art fuhr am 30. April 2018 nach Yongsan. Ältere, nicht mehr verwendete Züge sind die Diesel Hydraulic Car (DHC) und die Streamlined Saemaul-ho Passenger Car.
Der Name Saemaeul bedeutet Neues Dorf, er bezieht sich auf Saemaeul Undong („Neues Dorf Kampagne“), eine 1970 gestartete Initiative zur Modernisierung ländlicher Regionen.